# Lernaeenicus cerberus
Lernaeenicus cerberus is een eenoogkreeftjessoort uit de familie van de Pennellidae. De wetenschappelijke naam van de soort is voor het eerst geldig gepubliceerd in 1927 door Leigh-Sharpe.